# Silvia Marsó
Silvia Cartañá Ortega, conocida como Silvia Marsó (Barcelona, 8 de marzo de 1963), es una actriz española de cine, teatro, musicales y series, además de cantante y productora teatral.

## Biografía

### Comienzos
A los 14 años se matricula en la Escuela de Pantomima del Instituto del Teatro de Barcelona y su primera aparición en público fue en el barrio gótico de la ciudad condal con un espectáculo de calle, junto a algunos de sus compañeros de clase, entre los que se encontraban Paco Mir, de Tricicle, y Jürgen Müller, de La Fura dels Baus. Es entonces cuando adopta su apellido artístico en homenaje al mimo francés Marcel Marceau. Su inquietud la lleva a probar suerte en distintos medios artísticos: teatro independiente, espectáculos de mimo, infantiles, de music-hall etc., siempre alternando el trabajo con clases de interpretación, canto, danza, verso, acrobacia y expresión corporal.

### Debut en cine, teatro y televisión
El 31 de julio de 1979 debuta como actriz profesional en la compañía de Vicky Lusson con la obra de Alfonso Paso, Los derechos de la mujer. En 1981 trabaja por primera vez frente a las cámaras, como presentadora y cantante en el programa de actuaciones musicales Gent d'aquí para el circuito catalán de Televisión Española. En 1984 rueda su primera película a las órdenes de Carlos Benpar, Escapada final, junto a Francisco Rabal y Craig Hill y aparece por primera vez como actriz en las series: Segunda enseñanza, de Pedro Masó y Turno de oficio, de Antonio Mercero. Pero alcanza la popularidad gracias al programa de TVE Un, dos, tres..., donde, además de ejercer de azafata-contable, actúa como cantante y bailarina en los números de comedias musicales que el espacio ofrecía semanalmente.

### Trayectoria teatral

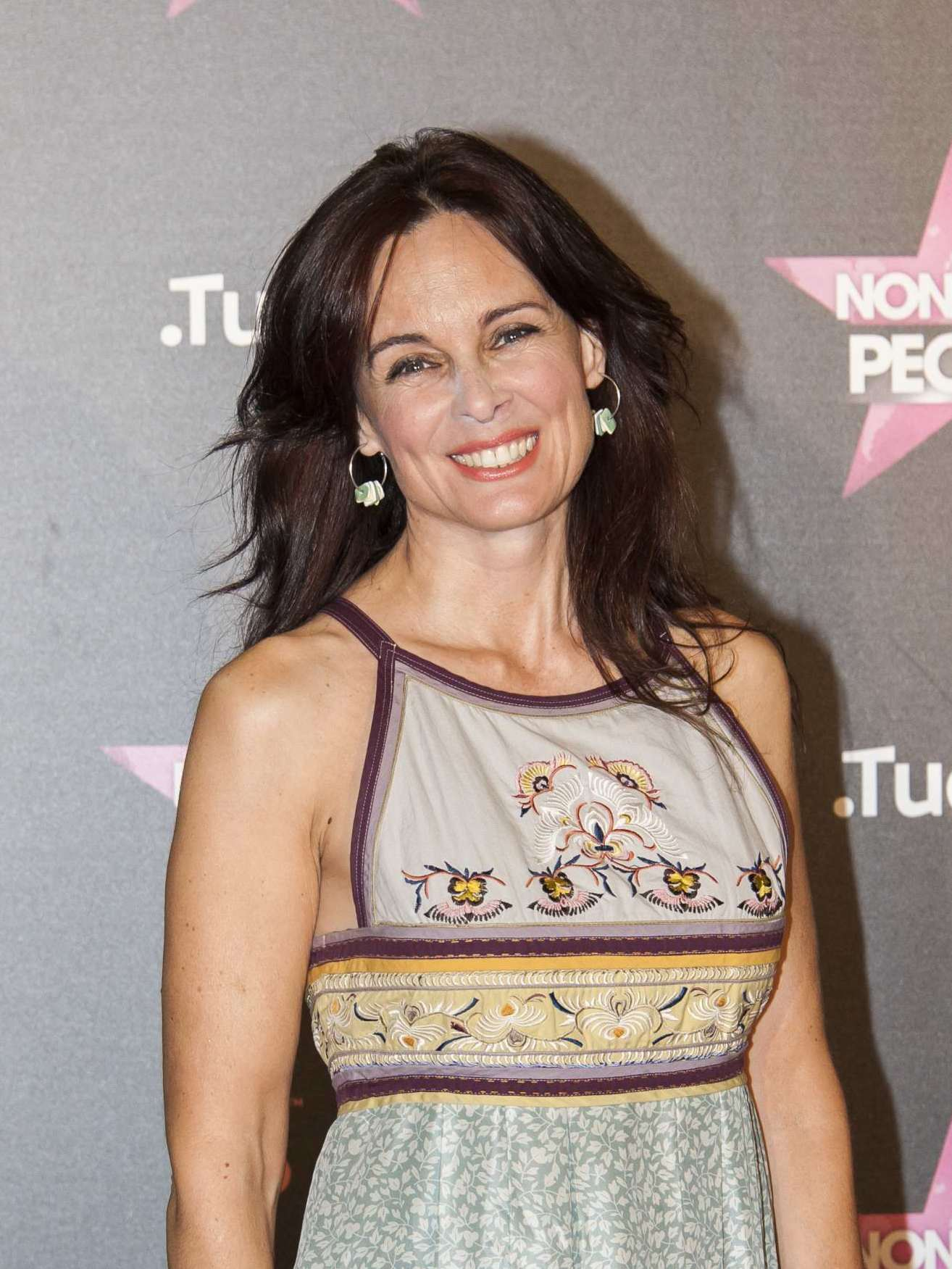
La actriz en 2015

Desde 1990 rechaza importantes propuestas para presentar programas de televisión y se centra exclusivamente en su trayectoria como actriz. En el ámbito teatral ha trabajado a las órdenes de Ignacio García, Xavier Albertí, Miguel Narros, Andrés Lima, Sergio Peris Mencheta, Adolfo Marsillach, José Tamayo, José Luis Alonso, Jaime Chávarri, Amelia Ochandiano, Juan Carlos Pérez de la Fuente, Natalia Menéndez etc. Hace la actuación principal en varias obras, como 24 horas en la vida de una mujer, de Stefan Zweig, (finalista para el Premio Valle Inclán a la mejor actriz, y a la actriz principal en los Premios de Teatro Musical), El gran mercado del mundo, de Calderón, El zoo de cristal, de Tennessee Williams premios Teatro Rojas y Eco FM a la mejor actriz; Yerma de Federico García Lorca,  Casa de muñecas de Henrik Ibsen (premios Ercilla y Teatro de Rojas a la mejor actriz); Doña Rosita la soltera, de Federico García Lorca; Tres mujeres altas, de Edward Albee, junto a María Jesús Valdés (ambas candidatas al Premio Mayte de Teatro en 1995); La gran sultana, de Miguel de Cervantes en la Compañía Nacional de Teatro Clásico; Hécuba, de Eurípides, que estrena en el Festival de Teatro Clásico de Mérida junto a Margarita Lozano, Blanca Portillo y José Coronado; La loca de Chaillot, de Jean Giraudoux y junto a Amparo Rivelles y Ni pobre ni rico, sino todo lo contrario, de Tono y Miguel Mihura junto a Julia Trujillo y Manuel Galiana.
En Te quiero, eres perfecto, ya te cambiaré (Premio Max en 2001 al mejor espectáculo musical) volvió a mostrar sus cualidades como actriz-cantante. A partir de 2004 inicia su labor como productora teatral, estrenando seis montajes teatrales y produciendo cuatro ediciones de festivales de música y teatro; de esta faceta destacamos: Aquí no paga nadie de Darío Fo, Tres versiones de la vida de Yasmina Reza, en las que también intervenía como actriz. En 2017, estrena su primera producción de teatro musical basada en la novela de Stefan Zweig, 24 horas en la vida de una mujer en el Teatro de la Abadía, de Madrid. Premio Broadway World Spain 2018, mejor espectáculo musical y las nominaciones a Silvia Marsó al premio Valle Inclán 2019 y a los premios de Teatro Musical 2018, como mejor actriz protagonista.

### Cine y series de televisión
En cine destacan sus trabajos en películas como: La madre muerta, de Juanma Bajo Ulloa, Amor, curiosidad, prozac y dudas, de Miguel Santesmases basada en la novela de Lucía Etxebarría, Los muertos no se tocan, nene de José Luis García Sánchez (guion homónimo de Rafael Azcona), La conspiración, de Pedro Olea, Myway, de José Antonio Salgot, El gènere femení, de Carlos Benpar y Nosotras, ópera prima de Judith Colell, entre otras.
En cuanto a series de televisión, se recuerdan sus interpretaciones de La Marquesa de los Visos en El secreto de puente viejo, Ester en  Merli Sápere Aude, Elvira Miranda en Gran Reserva: El origen, Adriana en Gran Hotel; la malvada Alexia en Ana y los 7; Rita, la ecologista radical en Canguros; Noelia en Manos a la obra; La banda de Pérez, de Ricardo Palacios; Mar de dudas, de Manuel Gómez Pereira, etc.
Durante estos años ha participado en la escritura de los libros: Amores de ficción editorial Pigmalión, junto a varios autores (2018) ¡Bye bye lágrimas! (1991), junto a Carlos Villarrubia y Ginés Liébana; Celiacos famosos (Editorial Lo que no existe); Catalanes en Madrid, 50 miradas desde la Gran Vía 2012 de Anabel Abril; Aula 25, 2013 Escola 25 de setembre.
En el ámbito personal tiene un hijo, David, nacido en 1999 y es una de las socias más veteranas de Greenpeace España, donde ha colaborado en diversas campañas durante estos años. Es socia de ACNUR, Galgos del sur, Altarriba, El refugio, Aldeas infantiles. Y miembro de Unión de Actores, Academia de las artes escénicas, CIMA, Unión de cineastas, Academia de las artes y las ciencias cinematográficas de España, AISGE, SGAE.

## Filmografía
- 1982: Escapada final de Carlos Benpar junto a Paco Rabal; supuso el debut de Silvia Marsó en el cine.
- 1984: Los nuevos curanderos de Isabel Mulá junto a Alicia Orozco y María Isbert.
- 1984: La gran quiniela de Coll Espona
- 1985: El donante, con Andrés Pajares
- 1994: La madre muerta de Juanma Bajo Ulloa junto a Karra Elejalde y Ana Álvarez.
- 2001: Amor, curiosidad, prozac y dudas de Miguel Santesmases basada en la novela de Lucía Etxebarría, junto a Pilar Punzano y Guillaume Depardieu.
- 2001: La biblia negra de David Pujol junto a Carlos Álvarez y Mónica Randall.
- 2002: Nosotras, ópera prima de Judith Colell junto a Mercedes Sampietro, Julieta Serrano y un largo etc.
- 2005: Cuadrilátero de José Carlos Ruiz junto a Mathieu Amalric y Jordi Dauder.
- 2007: My Way de José Antonio Salgot.
- 2007: Freedomless de Xoel Pamos.
- 2007: Ángeles S.A. de Eduard Bosch.
- 2008: Pájaros muertos de Guillermo Sempere y Jorge Sempere junto a Eduardo Blanco y Alberto Jiménez.
- 2010: La noche que no acaba, documental de Isaki Lacuesta.
- 2010: El gènere femení de Carlos Benpar junto a Gary Piquer y Fernando Guillén.
- 2010: La criada, cortometraje de Javier Caldas.
- 2011: Los muertos no se tocan, nene de José Luis García Sánchez. Último guion de Azcona.
- 2012: Mi pasión por David de Iván Zuluaga (Colombia).
- 2013: Gente en sitios de Juan Cavestany.
- 2014: Búhos de Roberto Santiago dentro del trabajo colectivo Mapas de recuerdos de Madrid
- 2014: Solo química de Alfonso Albacete junto a Ana Fernández, Alejo Sauras y José Coronado.
- 2018: Sin novedad de Miguel Berzal de Miguel junto a Silvia Espigado, Fernando Guillen Cuervo, Gonzalo Castro, Esmeralda Moya.

## Televisión

### Series de televisión
| Año       | Serie                         | Canal      | Personaje                         | Notas         |
| --------- | ----------------------------- | ---------- | --------------------------------- | ------------- |
| 1986      | Segunda enseñanza             | La 1       | Mari Paz                          | 3 episodios   |
| 1986      | Turno de oficio               | La 1       | Marta                             | 1 episodio    |
| 1987      | Harem                         | BBC        |                                   | Telefilme     |
| 1993      | Farmacia de guardia           | Antena 3   | Conferenciante                    | 1 episodio    |
| 1994-1996 | Canguros                      | Antena 3   | Rita                              | 34 episodios  |
| 1995      | Los ladrones van a la oficina | Antena 3   |                                   | 1 episodio    |
| 1995      | Mar de dudas                  | La 1       | Teresa                            | 4 episodios   |
| 1997-1998 | Dones d'aigua                 | TV3        | Blanca                            | 7 episodios   |
| 1998-2001 | Sota el signe d'aquari        | TV3        |                                   | Telefilme     |
| 1998      | Manos a la obra               | Antena 3   | Noelia Torres                     | 21 episodios  |
| 2000      | Raquel busca su sitio         | La 1       |                                   | 1 episodio    |
| 2000      | Paraíso                       | La 1       | Lucía                             | 1 episodio    |
| 2001      | 7 vidas                       | Telecinco  | Elisa                             | 1 episodio    |
| 2002-2004 | Ana y los siete               | La 1       | Alexia Vázquez de Castro          | 65 episodios  |
| 2007      | Hermanos y Detectives         | Telecinco  | Doctora Ferreira                  | 1 episodio    |
| 2009      | El porvenir es largo          | La 1       | Marga                             | 66 episodios  |
| 2010      | Atrapats                      | TV3        | Anna                              | Telefilme     |
| 2012      | Gran Hotel                    | Antena 3   | Adriana                           | 4 episodios   |
| 2012      | La conspiración               | La 1 / ETB | Consuelo                          | Telefilme     |
| 2013      | Gran Reserva: El origen       | La 1       | Elvira Prieto                     | 82 episodios  |
| 2014-2015 | Velvet                        | Antena 3   | Julia Lagasca                     | 4 episodios   |
| 2016      | Cuéntame cómo pasó            | La 1       | Marta                             | 1 episodio    |
| 2016      | Paquita Salas                 | Flooxer    | Ella misma                        | 1 episodio    |
| 2019      | Merlí: Sapere Aude            | #0         | Esther                            | 5 episodios   |
| 2019-2020 | El secreto de Puente Viejo    | Antena 3   | Doña Isabel Marquesa de los Visos | 164 episodios |
| 2025      | La encrucijada                | Antena 3   | Mariví                            | ¿? episodios  |

### Programas de televisión
- 1981: Gent d'aquí. TVE en Cataluña, que supuso el debut de Silvia Marsó en TV.
- 1983-1984/1987: Un, dos, tres... responda otra vez, secretaria contable, cantante y bailarina. TVE.
- 1984: Y sin embargo, te quiero, donde sustituyó a Pastora Vega en las labores de presentación, junto a Ignacio Salas y Guillermo Summers. TVE.
- 1985-1986: Los sabios, concurso infantil, que presentó en sustitución de Isabel Gemio. TVE.
- 1990-1991: Telecupón. Telecinco.
- 2017: Tu cara me suena. Invitada especial, imitando a Luz Casal. Antena 3

### Teatro en televisión
- 1985: La comedia musical española, interpretando Las Leandras y El sobre verde. TVE.
- 1986: Històries de cara i creu, dirigida por Antoni Chic. TVE en Catalunya.
- 1987: Avecilla de Leopoldo Alas Clarín, dirigida por Eugenio Gª Toledano. TVE
- 1989: La obra Ocho mujeres de Robert Thomas en el espacio Primera función. TVE
- 1994: Protagonizó la obra teatral ¡Sublime decisión! de Mihura dirigida por Fernando Delgado dentro del espacio Noche de Teatro. Telecinco.

## Teatro
- 1986: Ni pobre ni rico sino todo lo contrario, de Miguel Mihura, junto a Manuel Galiana y Julia Trujillo, con dirección de José Osuna, en el papel de Margarita.
- 1987: Búscame un tenor, de Ken Ludwig con dirección de Alexander Herold junto a Jesús Bonilla y Pepe Martín.
- 1988: El extranjero, de Larry Shues, con dirección de José Osuna.
- 1989: La loca de Chaillot, de Jean Giraudoux, junto a Amparo Rivelles, Margot Cottens y Lilí Murati, con dirección de José Luis Alonso, en el papel de Irma.
- 1990: Hécuba, de Eurípides con dirección de Emilio Hernández, junto a Margarita Lozano, Blanca Portillo y José Coronado en el papel de Polixena.
- 1991: La dama del alba, de Alejandro Casona, con dirección de Juan Carlos Pérez de la Fuente, junto a María Jesús Valdés y Ángel de Andrés.
- 1992: La gran sultana, de Miguel de Cervantes, con dirección de Adolfo Marsillach. Compañía Nacional de Teatro Clásico en el papel de la gran Sultana.
- 1994: El amor es un potro desbocado, de Luis Escobar, con dirección de Juan Carlos Pérez de la Fuente.
- 1995: Tres mujeres altas, de Edward Albee, junto a María Jesús Valdés y Magüi Mira, con dirección de Jaime Chávarri.
- 1997: Don Juan Tenorio, de José Zorrilla, junto a Luis Merlo y Carmen Rossi, con dirección de José Guirau, en el papel de Inés.
- 1998: Doña Rosita, la soltera, de Federico García Lorca, con dirección de José Tamayo, junto a Julia Martínez y Carlos Álvarez-Nóvoa, encarnando a Doña Rosita.[8]
- 2001: Te quiero, eres perfecto... ya te cambiaré, de Joe Dipietro y Jimmy Roberts junto a Carmen Conesa, Miguel del Arco y Víctor Ullate con dirección de Esteve Ferrer y dirección musical de Manuel Gas.
- 2004: Aquí no paga nadie, de Darío Fo, con dirección de Esteve Ferrer junto a Jordi Rebellón, Lluvia Rojo, Pedro Casablanc, Fran Sariego, Ángel Pardo, etc, interpretando a Antonia.
- 2007: Tres versiones de la vida, de Yasmina Reza junto a Joaquín Climent, José Luis Gil y Carmen Balaguer con dirección de Natalia Menéndez.
- 2010: Casa de muñecas, de Henrik Ibsen junto a Pep Munné y Roberto Álvarez, con dirección de Amelia Ochandiano interpretando a Nora.[9]
- 2012: Yerma, de Federico García Lorca junto a Marcial Álvarez, Eva Marciel, etc. con dirección de Miguel Narros interpretando a Yerma.
- 2013: Capitalismo, hazles reír, de Juan Cavestany, junto a Aitana Sánchez-Gijón, Nathalie Poza, Edu Soto, etc, con dirección de Andrés Lima. Interpretando a Silvia-Bombón.
- 2014: El zoo de cristal, de Tennessee Williams, con dirección de Francisco Vidal, interpretando a Amanda Winfield.
- 2016: La puerta de al lado, de Fabrice Roger Lacan, con dirección de Sergio Peris-Mencheta
- 2017-2019: 24 horas en la vida de una mujer, de Stefan Zweig, con dirección de Ignacio García y dirección musical Josep Ferré junto a Felipe Ansola y Germán Torres. Espectáculo musical.
- 2019: El gran mercado del mundo, de Pedro Calderón de la Barca dirección de Xavier Albertí en el papel de Culpa. Compañía Nacional de Teatro Clásico.
- 2021: L'emperadriu del Paral.lel, de Lluisa Conillé dirección de Xavier Albertí. Teatre Nacional de Catalunya.
- 2022: Blues & Roots, de Federico García Lorca y Silvia Marsó dirección de Silvia Marsó. Espectáculo concierto musical, junto a "Del Toro Blues Band"
- 2022: La Florida, de Víctor Sánchez Rodríguez dirección de Víctor Sánchez Rodríguez. Naves del Español.
- 2023: Victorina, de Eva Hibernia y música de Gustavo Llull, dirección de Marc Vilavella. Teatro musical.

## Premios y candidaturas
Marsó ha sido galardonada con los premios:

- 1986: Premio Ercilla de Teatro como actriz revelación por Búscame un tenor.
- 2001: Mención especial del Festival de Cine Español de Málaga a las actrices protagonistas de Amor, curiosidad, prozac y dudas.
- 2010: Premio Ercilla de Teatro a la mejor actriz por Casa de muñecas
- 2011: Premio Teatro de Rojas a la mejor actriz por Casa de muñecas
- 2012: Premio Meliá Recoletos Amigos del teatro a la mejor actriz por Yerma
- 2016: Premio Teatro de Rojas y ECO FM como mejor actriz por El zoo de cristal
- 2017: Premio Patio de Comedias a su trayectoria / Festival de Teatro de Torralba de Calatrava, Ciudad Real.
- 2018: Premios de Teatro Musical por 24 horas en la vida de una mujer (nominada)
- 2019: Premio Valle Inclán de Teatro por 24 horas en la vida de una mujer (nominada)
- 2021: Premio Gresol a la excelencia en las artes escénicas.

Premios Fotogramas de Plata
| Año  | Categoría                  | Trabajo                | Resultado     |
| ---- | -------------------------- | ---------------------- | ------------- |
| 1994 | Mejor actriz de televisión | Canguros               | Semifinalista |
| 1994 | Mejor labor teatral        | La gran sultana        | Semifinalista |
| 1998 | Mejor actriz de teatro     | Doña Rosita la soltera | Semifinalista |

Premios de la Unión de Actores
| Año  | Categoría                                     | Trabajo  | Resultado |
| ---- | --------------------------------------------- | -------- | --------- |
| 1994 | Mejor interpretación secundaria de televisión | Canguros | Candidata |

## Como productora teatral
(«Lamarsó produce» y «Vorágine producciones»)
- 2005/6: Aquí no paga nadie de Darío Fo. Dirección: Esteve Ferrer, con Jordi rebellón, Lluvia Rojo, Pedro Casablanch, Ángel Pardo, José Luis Martínez, Silvia Marsó, etc.
- 2006/7: Tres versiones de la vida de Yasmina Reza. Dirección: Natalia Menéndez, con José Luis Gil, Joaquín Climent, Carmen Balaguer, Silvia Marsó.
- 2007/8: La sospecha (La duda) de Patrick Shanley. Dirección: Natalia Menéndez, con Pilar Bardem, Juanjo Cucalón, Diana Palazón, Vicenta Ndongo.
- 2008/9: Salir del armario de Francis Veber, dirección: José Luis Saiz, con José Luis Gil, Laura Pamplona, Fernando Albizu, Francisco Casares, etc.
- 2016/17: La puerta de al lado de Fabrice Roger Lacan. Dirección: Sergio Peris Mencheta, con Pablo Chiapella, Litus Ruiz, Tofol Martínez y Silvia Marsó.
- 2017/20: Veinticuatro horas en la vida de una mujer de Stefan Zweig. Dirección: Ignacio García, con Felipe Ansola, Germán Torres, Victor Massán y Silvia Marsó.
- 2022: Blues & Roots, de Federico García Lorca y Silvia Marsó dirección de Silvia Marsó. Espectáculo concierto musical, junto a "Del Toro Blues Band"
- 2022: La Florida, de Victor Sanchez Rodríguez dirección de Víctor Sánchez Rodríguez. Naves del Español.

## Como productora de festivales de música y teatro
- 2003: VILACARIBBEAN 2003 Festival de Hip-hop y Reggae con la participación de Eskorzo, SFDK, Sin papeles, El Choji, etc. patrocinado por el área de juventud del ayuntamiento de la Vila-joiosa, Alicante, agosto de 2003.
- 2004: TODOTEATRO II Festival de las artes, programación: Por amor al arte, Danza macabra, Los tres mosqueteros, etc. Ayuntamiento de Tomares, Sevilla, mayo de 2004.
- 2005: TODOMÚSICA III Festival de las artes, con la actuación de Luz Casal, Tomatito, Carlinhos Brown, Andy & Lucas, etc. Ayuntamiento de Tomares, Sevilla, mayo de 2005.
- 2006: TODO TEATRO IV Festival de las artes programación: Invierno bajo la mesa, Salomé, Políticamente incorrecto, etc. Ayuntamiento de Tomares, Sevilla, mayo de 2006.